# Actitud

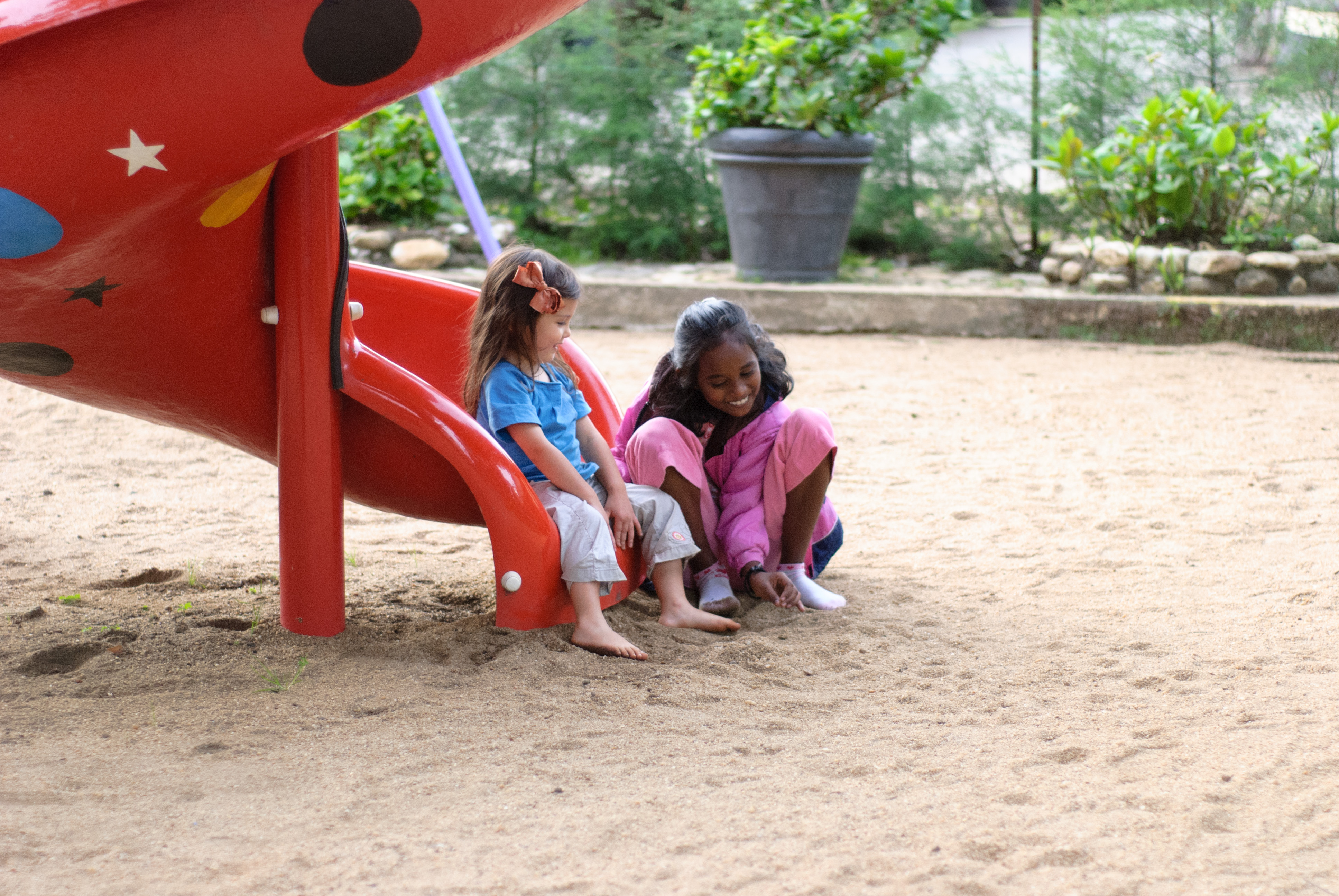
Dos chicas hablando. Están demostrando una actitud positiva.

La actitud es el comportamiento que emplea un individuo frente a la vida. En este sentido, se puede decir que es su forma de ser o el comportamiento de actuar, también puede considerarse como cierta forma de  carácter, por tanto, secundario, frente a la motivación biológica, de tipo primario que impulsa y orienta la acción hacia determinación.

## Definición
J.R. Eiser, en su libro Psicología Social define la actitud de la siguiente forma: predisposición aprendida a responder de un modo consistente a un objeto social.
En la psicología social, las actitudes constituyen nuestros  elementos para la predicción de conductas. Para el mismo autor de la obra la actitud se refiere a un sentimiento a favor o en contra de un objeto social, el cual puede ser una persona, un hecho social, o cualquier producto de la actividad humana o personal.
Basándose en diversas definiciones de actitudes, se ha definido la actitud como una organización duradera de creencias y cogniciones en general, dotada de una carga afectiva a favor o en contra de un objeto definido, que predispone a una acción coherente con las cogniciones y afectos relativos a dicho objeto. Las actitudes son consideradas variables intercurrentes, al no ser observables directamente pero sujetas a inferencias observables.

## Otras definiciones de actitud
Además de las definiciones mencionadas, podemos agregar las siguientes:
- Floyd Allport: “Una actitud es una disposición mental y neurológica, que se organiza a partir de la experiencia  que ejerce una influencia directriz o dinámica sobre las reacciones del individuo respecto de todos los objetos y a todas las situaciones que les corresponden”.
- R. H. Fazio & D. R. Roskos-Ewoldsen: “Las actitudes son asociaciones entre objetos actitudinales (prácticamente cualquier aspecto del mundo social) y las evaluaciones de esos objetos”.
- C. M. Judd: “Las actitudes son evaluaciones duraderas de diversos aspectos del mundo social, evaluaciones que se almacenan en la memoria”.
- Kimball Young: “Se puede definir una actitud como la tendencia o predisposición aprendida, más o menos generalizada y de tono afectivo, a responder de un modo bastante persistente y característico, por lo común positiva o negativamente (a favor o en contra), con referencia a una situación, idea, valor, objeto o clase de objetos materiales, o a una persona o grupo de personas”.
- R.Jeffress: "La actitud es nuestra respuesta emocional y mental a las circunstancias de la vida".
- W.I. Thomas y F. Znaniecki: “Es la tendencia del individuo a reaccionar, ya sea positiva o negativamente, a cierto valor social”.

- D. Krech y R.S. Crutchfield: “Una actitud puede ser definida como una organización permanente de procesos emocionales, conceptuales y cognitivos con respecto a algún aspecto del mundo del individuo”.

- Warren: “Una actitud es una específica disposición mental hacia una nueva experiencia, por lo cual la experiencia es modificada; o una condición de predisposición para cierto tipo de actividad”.
- Droba: “Una actitud es una disposición mental del individuo a actuar a favor o en contra de un objeto definido”.
- Rokeach: “Puede definirse una actitud como una organización aprendida y relativamente duradera de creencias acerca de un objeto o de una situación, que predispone a un individuo en favor de una respuesta preferida”.
- Solomon Asch: “Las actitudes son disposiciones duraderas formadas por la experiencia anterior”.
- Edwin Hollander: “Las actitudes son creencias y sentimientos acerca de un objeto o conjunto de objetos del ambiente social; son aprendidas; tienden a persistir, aunque están sujetas a los efectos de la experiencia; y son estados directivos del campo psicológico que influyen sobre la acción”.
- David G. Myers: “Actitud es la reacción evaluativa, favorable o desfavorable, hacia algo o alguien, que se manifiesta en las propias creencias, sentimientos o en la intención
- Fishbein: “Las actitudes son resúmenes valorativos de las diferentes creencias de una persona acerca de un objeto o concepto”.
- Jack H. Curtis: “Las actitudes son predisposiciones a obrar, percibir, pensar y sentir en relación a los objetos y personas”.
- Giancarlo : "La actitud es lo que nos impulsa hacer algo".
- Quintero y Bermúdez: "La actitud es una disposición de voluntad manifestada ante el mundo".
- Wenddy Neciosup: "La actitud es tu postura para enfrentar las diversas situaciones de la vida, el rostro diario siempre lo das tu con tu actitud".Es necesario tener una actitud positiva frente a cada situación que se presente en nuestras vidas, por más difícil que sea.
- Rick Astley: "La actitud es un sentimiento interior expresado en la conducta".
- Eduardo Moreno: "Las actitudes son demostraciones concretas de sentimientos y percepciones adquiridas, proyectadas en personas, grupos u objetos".
- Gino Germani: “Una actitud se define como una disposición psíquica, para algo o hacia algo, disposición que representa el antecedente interno de la acción y que llega a organizarse en el individuo a través de la experiencia –vale decir, es adquirida- y resulta de la integración de elementos indiferenciados biológicos y de elementos socioculturales específicos".
- Th. Ribot: “Consideradas analíticamente, las actitudes son formas sin materia, sin contenido. No son más que un molde, pero que impone su marca a los estados de conciencia intelectuales y afectivos”.
- A. Girod: “Una actitud es esencialmente una conducta, el inicio de una acción que no es necesariamente acabada. En este sentido, la actitud es más dinámica y anuncia mejor las líneas del comportamiento que la opinión o la idea”.
- Carl G. Jung: “Tener una actitud es estar dispuesto a una cosa determinada, aunque sea inconsciente; lo que significa: tener a priori una dirección hacia un fin determinado, representado o no. La disposición que es para mí la actitud consiste siempre en la presencia de una cierta constelación subjetiva, combinación determinada de factores o de contenidos psíquicos que determinan esta o aquella dirección de la actividad o esta o aquella interpretación del estímulo externo”.

## Componentes de la actitud
Rodríguez distingue tres componentes de las actitudes:
- Componente cognitivo: para que exista una actitud, es necesario que exista también una representación cognoscitiva de objeto.  Está formada por las percepciones y creencias hacia un objeto, así como por la información que tenemos sobre un objeto. En este caso se habla de modelos actitudinales de expectativa por valor, sobre todo en referencia a los estudios de Fishbein y Ajzen. Los objetos no conocidos o sobre los que no se posee información no pueden generar actitudes. La representación cognoscitiva puede ser vaga o errónea, en el primer caso el afecto relacionado con el objeto tenderá a ser poco intenso; cuando sea errónea no afectará para nada a la intensidad del afecto.

- Componente  afectivo: es el sentimiento en favor o en contra de un objeto social. Es el componente más característico de las actitudes. Aquí radica la diferencia principal con las creencias y las opiniones - que se caracterizan por su componente cognoscitivo -.

- Componente conductual: es la tendencia a reaccionar hacia los objetos de una determinada manera. Es el componente activo de la actitud.

Para explicar la relación entre actitud y conducta, Fishbein y Ajzen, (1980, citado en Rodríguez) han desarrollado una teoría general del comportamiento, que integra un grupo de variables que se encuentran relacionadas con la toma de decisiones a nivel conductual,  ha sido llamada Teoría de la acción razonada.
La psicología social distingue un estudio de la estructura intra- actitudinal de la actitud, para identificar la estructura interna, de un estudio de la estructura ínter-actitudinal.

## El actuar de la persona
En los procesos cognitivos, emotivos, conductuales y sociales, son múltiples.  La principal función resulta ser la cognoscitiva. Las actitudes están en la base de los procesos cognitivos-emotivos prepuestos al conocimiento y a la orientación en el ambiente. Las actitudes pueden tener funciones instrumentales, expresivas, de adaptación social (como en los estudios de Sherif sobre la actitud en relación con el ingroup, el propio grupo de referencia y el outgroup, el grupo externo), ego defensivo (un ejemplo clásico es el estudio sobre la personalidad autoritaria de Adorno en los años 50).
Este concepto resulta central en toda la psicología social porque tiene una aplicación en muchos campos distintos:
- Frente a objetos o conductas específicas con finalidad predictiva de la conducta, en los estudios de mercado.
- Grupos o minorías étnicas, mediante el estudio de los prejuicios y de los estereotipos.
- Fines y objetivos abstractos, donde este tipo de actitud está definido como valor personal.
- La actitud en relación consigo mismo, definida como autoestima.

## Actitud y sociología
El concepto de actitud, como una tendencia a responder de igual manera en iguales circunstancias, no solo es de interés en Psicología Social sino también en Sociología.
Desde el punto de vista afectivo, es posible encontrar algunas actitudes básicas en el hombre, que servirán para describir su comportamiento social del mundo. 
Baruch de Spinoza, en su “Ética” describe al amor como la tendencia a compartir penas y alegrías de nuestros semejantes, mientras que al odio lo describe como la tendencia a alegrarnos del sufrimiento ajeno y a entristecernos por su alegría.
Si a estas actitudes les agregamos el egoísmo, como tendencia a interesarnos solo por cada uno de nosotros mismos y a la negligencia como tendencia a desinteresarnos por todos, tenemos prácticamente cubierta la totalidad de las actitudes afectivas posibles.
Podemos decir que todo ser humano posee, en distintas proporciones, algo de amor, algo de odio, de egoísmo y de negligencia, preponderando una de ellas en cada caso.
Es posible hablar de una “actitud característica” en cada persona, por lo que habrá tantas actitudes distintas como personas existan en el mundo. Dicha actitud, precisamente, caracteriza a cada ser humano y no es algo fijo o permanente, sino que puede cambiar debido a la educación o bien a la influencia recibida desde el medio social.
Tanto en Psicología Social como en Sociología se buscan variables observables y cuantificables que sirvan de soporte a descripciones que puedan encuadrarse en el marco de la ciencia experimental, de ahí que es posible definir a la actitud característica como el cociente entre respuesta y estímulo: A = R/E
Así, la actitud del amor implica compartir penas y alegrías (que habría de ser la respuesta), mientras que el estímulo serían las penas y alegrías originales que luego habríamos de compartir.
Si asociamos el bien al amor, mientras que al odio, al egoísmo y la negligencia les asociamos el mal, disponemos de una ética elemental que podrá incluirse en una descripción compatible con el método de la ciencia.